# Сарргемін (округ)
Округ Сарргемін (фр. Arrondissement de Sarreguemines) — округ у Франції, в департаменті Мозель. 2023 року округ об'єднував 83 муніципалітети, населення становило 96 820 осіб.
Адміністративний центр (супрефектура) — Сарргемін.

## Муніципалітети
Список муніципалітетів округу та їхні коди INSEE:
1. Азамбур (57308)
2. Амбак (57289)
3. Анвіллер (57294)
4. Аншанбер (57192)
5. Аспельшид (57301)
6. Ашан (57006)
7. Беранталь (57046)
8. Беттвіллер (57074)
9. Бінен (57083)
10. Біч (57089)
11. Блі-Герсвіллер (57093)
12. Блі-Еберсен (57092)
13. Блібрюк (57091)
14. Бреданбак (57108)
15. Буссвіллер (57103)
16. Вальдуз (57738)
17. Вальшбронн (57741)
18. Вельфлен-ле-Сарргемін (57750)
19. В'євіллер (57745)
20. Віллервальд (57746)
21. Віттрен (57748)
22. Вольменстер (57732)
23. Вуствіллер (57752)
24. Гебенуз (57264)
25. Гетсанбрюк (57250)
26. Грендвіллер (57263)
27. Гро-Редершен (57261)
28. Гросблідерстрофф (57260)
29. Егельсард (57188)
30. Ендлен (57340)
31. Еппен (57195)
32. Ернествіллер (57197)
33. Ершен (57196)
34. Еттен (57201)
35. Зеттен (57760)
36. Ільсприк (57325)
37. Іпплен (57348)
38. Калозан (57355)
39. Каппелькенжер (57357)
40. Кірвіллер (57366)
41. Ламбак (57376)
42. Ламбер (57390)
43. Ланжельсем (57393)
44. Ле-Валь-де-Гебланж (57267)
45. Ліксен-ле-Рулен (57408)
46. Луперсуз (57419)
47. Лутсвіллер (57421)
48. Льєдершид (57402)
49. Мезанталь (57456)
50. Монбронн (57477)
51. Мутеруз (57489)
52. Неллен (57497)
53. Нефгранж (57499)
54. Нуссвіллер-ле-Біч (57513)
55. Обергайбак (57517)
56. Ольвен (57330)
57. Ормерсвіллер (57526)
58. Оттвіллер (57338)
59. Петі-Редершен (57535)
60. Пюттланж-о-Лак (57556)
61. Рален (57561)
62. Реєрсвіллер (57577)
63. Ремельфен (57568)
64. Ремерен-ле-Пюттланж (57571)
65. Римлен (57584)
66. Ришлен (57581)
67. Рольбен (57590)
68. Роппвіллер (57594)
69. Рорбак-ле-Біч (57589)
70. Рулен (57598)
71. Сарральб (57628)
72. Сарргемін (57631)
73. Сарренсмен (57633)
74. Сен-Жан-Рорбак (57615)
75. Сен-Луї-ле-Біч (57619)
76. Стюрзельбронн (57661)
77. Суш (57658)
78. Сьєрсталь (57651)
79. Філіппсбур (57541)
80. Фроанбер (57234)
81. Швеєн (57641)
82. Шміттвіллер (57636)
83. Шорбак (57639)